# Mnesarqueídeos
Mnesarqueídeos (Mnesarchaeidae) são uma família de insectos da ordem Lepidoptera.